# Scenopinus efflatouni
Scenopinus efflatouni är en tvåvingeart som beskrevs av Kelsey 1969. Scenopinus efflatouni ingår i släktet Scenopinus och familjen fönsterflugor.
Artens utbredningsområde är Egypten. Inga underarter finns listade i Catalogue of Life.